# Aethria haemorrhusa
Aethria haemorrhusa là một loài bướm đêm thuộc phân họ Arctiinae, họ Erebidae.